# Edgley
Edgley är en f.d flygplanstillverkare som höll till på Isle of Wight. Deras enda produkt var Edgley Optica. Fabriken blev utsatt för mordbrand och produktionen lades ner bland annat på grund av detta samt ett flyghaveri, där två poliser omkom 1985.